# マーク・ハドソン
マーク・ハドソン（Marc Hudson、1987年2月11日 - ）は、イングランド出身のボーカリストである。
1987年にオックスフォードで生まれ、10代の頃からローカルバンドでボーカルを務め続けてきた。2011年、イギリスのパワーメタルバンド・ドラゴンフォースに、前年脱退したZPサートの後任として、約3000人が応募したオーディションの中から選ばれた。
影響を受けたアーティストは、アイアン・メイデンのブルース・ディッキンソン、ハロウィンのマイケル・キスク、元スキッド・ロウのセバスチャン・バック等を挙げている。
2018年には日本のバンド、GYZEの楽曲「龍吟」、2024年にはザ・リーサルウェポンズの『あいさつメタル』にゲスト参加。それぞれ日本語の歌唱を披露している。
2025年、アニメ『ダンダダン』第18話に登場するバンド「HAYASii」が演奏する楽曲「Huntig Soul」で、ボーカル・トシロウの英語吹き替え版の歌唱を担当した。